# San Pedro (Valle del Cauca)
San Pedro, es un municipio y poblado ubicado en el departamento del Valle del Cauca en Colombia. Fue fundado en el año de 1795 por Jorge de Herrera y Gaitán y Leonardo Tascon está situado a 980 m s. n. m., con una temperatura promedio de 24 °C, cuenta con una extensión de 478.48 km², y su población según el censo del año 2005 es de 18128 personas. San Pedro se encuentra aproximadamente a 71 km de Cali, la capital departamental.

## Geografía
Distancia de sus dos vecinos inmediatos, de Buga 10 kilómetros la misma distancia de Tuluá, de Cali la capital del departamento 89 km, siendo su transporte principal por la carretera Simón Bolívar que de sur a norte cruza el departamento.

### Clima
Su clima oscila entre los 24 y 28º, en el terreno plano es caliente y frío en colinas y la cordillera.

## División Político-Administrativa
Además de su Cabecera municipal. San Pedro tiene bajo su jurisdicción los siguientes corregimientos y veredas:
- CORREGIMIENTO DE ANGOSTURAS: Formado por las Veredas de: La China y Positos.
- CORREGIMIENTO DE BUENOS AIRES: Formado por las Veredas de: El Edén y La Pradera.
- CORREGIMEINTO DE LOS CHANCOS: Formado por las Veredas de Belén, Guadualejo y Las Chambas.
- CORREGIMIENTO DE NARANJAL: Formado por la Vereda La Arenosa.
- CORREGIMIENTO DE PRESIDENTE: Formado por las Veredas de Arenales, El Hormiguero, Pantanillo y la Ventura.
- CORREGIMIENTO DE SAN JOSÉ: Formado por la Vereda El Chircal.
- CORREGIMIENTO DE TODOS LOS SANTOS: Formado por las Veredas de La Puente, Montegrande y Monterredondo.
- CORREGIMIENTO DE GUAYABAL: Sin Veredas.
- CORREGIMIENTO DE LA ESMERALDA: Formado por las Veredas de Playa Rica y La Altania.
- CORREGIMIENTO DE LA SIRIA: Sin Veredas.
- CORREGIMIENTO DE GUAQUEROS: Formado por la Vereda de los Mates.
- CORREGIMIENTO DE PLATANARES: Sin Veredas.
- CORREGIMIENTO DE PAVAS: Sin Veredas.

Información extraída del Plan de Desarrollo Municipal.

## Historia

### Origen
Cuando los españoles pisaron este territorio en 1540 a su paso en vía de exploración hacia el norte del departamento, estaba poblado por una pequeña tribu llamada “Los Chancos” que en quiché traduce “Pequeños ídolos de barro”.
Don Jorge de Herrera y Gaitán poseedor de estas tierras las pobló y aún se presume que las habitó en compañía de su mujer Francisca de la Espada.
El 22 de junio de 1812 don Francisco Ospina después otorgó escritura de donación de dos plazas cuadradas de tierra en San Pedro para edificar la iglesia matriz, de ese curato y la casa parroquial; por tal motivo, el Doctor Leonardo Tascón asigna como fecha de fundación el 22 de junio de 1812.
En los doscientos veintiséis años de su municipalidad San Pedro cuenta hoy con su gobierno local, Alcaldía con varias secretarías, Concejo Municipal, personería, Tesorería, Registraduría del Estado Civil, Notaría Única, Juzgado promiscuo, oficina de registros estadísticos, una Estación de Radio La Pegajosa, una estación de telefonía del estado, entre otras.

### La batalla de Los Chancos
El 31 de agosto de 1876 entre las diez de la mañana y las cuatro de la tarde, un ejército de seis mil liberales provenientes del departamento del Cauca y otro de siete mil conservadores llegados de Antioquia se enfrentó en sangrienta lucha. 
El supuesto fin de esta guerra era derrotar el gobierno liberal calificado por los conservadores como ateo, por lo tanto esta tuvo un fin como antes se dijo, político-religioso.
El general Rafael Uribe Uribe participó en esta batalla, en la que según cuentan, recibió su bautismo de sangre. El enfrentamiento, al final de la tarde la ganó las fuerzas del gobierno liberal, pues los invasores conservadores salieron en desbandada.
Entre los combatientes conservadores había un sujeto con locura mística y decía que él era Jesucristo y durante el combate gritaba necedades de religión y momentos antes de culminar la lucha en el humo de la pólvora de las armas, se formó una cruz, hecho éste que el loco tomó como un milagro y vociferaba anunciando que Dios estaba con ellos.
Los liberales ganaron la batalla por un error de los conservadores, los liberales se dieron por vencidos en el momento en que llegaban refuerzos para los conservadores, estos se confundieron y pelearon contra su propia gente, lo que constituyó una derrota para las fuerzas conservadoras y para los liberales significó el triunfo.

### La hacienda Altozano
La palabra altozano, según la historia de la hacienda, significa: Vivienda en la colina plana cerca de la cordillera. Esta sirvió de refugio para los combatientes que salían heridos, dada su cercanía al lugar donde se libraba la batalla, en ella se atendieron sin distingo de partido, se les brindó posada, alimentos y las curaciones, es decir, se convirtió en hospital de guerra. 
Según afirman los dueños de esta propiedad durante más de doscientos años esta hacienda perteneció a su familia, la familia Aguilera, la batalla llegó hasta la casa, pues en una de las habitaciones remataron a uno de los heridos.
El combate en las Chambas.
Esta fue otra de las contiendas que tuvo lugar en el centro del Valle, en 1899 cuando la guerra de los mil días, el liberalismo se sentía disgustado por la actuación del régimen conservador, por lo cual los liberales tomaron las armas y libraron esta sangrienta batalla desde las nueve de la mañana hasta las cinco de la tarde, no sabemos el día ni el mes pero en ese año. 
Las fuerzas conservadoras eran comandadas por el general Alejandro Henao y los liberales por el general Fidel Victoria.
Esta contienda la ganaron las fuerzas conservadoras, en ella perdieron la vida cien combatientes y ciento cinco quedaron heridos; en el combate tomaron parte algunos habitantes de San Pedro, entre ellos Ulpiano Ospina, Isaías Chacón, Ignacio Ospina y el coronel José Antonio Aguilera.

### En el olvido
La historia no ha sido bondadosa con estas contiendas, aparte de no figurar en las páginas de los libros, los sitios se encuentran en el completo olvido.
La administración municipal de San Pedro, al conmemorar los cien años de la batalla de los Chancos, hizo construir un monumento en honor a quienes allí lucharon, pero hoy se encuentra abandonado y con pocas visitas en el lugar. (Tomado de un artículo sobre las batallas, lo publicó el diario El País de Cali al conmemorarse los 100 años).

## Economía
Sus ingresos provienen de la agricultura, la ganadería, la industria avícola y las regalías nacionales.

## Demografía
Según el Departamento Administrativo Nacional de Estadística (DANE) a 2015, San Pedro tiene 18128 habitantes, con distribución de población 39,1% en el casco urbano y 60,9% rural. El 49,5% de sus habitantes son de sexo femenino y 50,5% del sexo masculino.

### Composición étnica
Según las cifras presentadas por el DANE del censo 2005, la composición etnográfica de la ciudad es:
- blancos y Mestizos (98,9%)
- Afrocolombianos (1,1%)

### Vecindades
San Pedro tiene como vecinos a dos de sus hermanos mayores, por el sur a Guadalajara de Buga que es sede del Tribunal Superior de Justicia que abarca entre otros municipios a San Pedro; Sede del Batallón de Artillería No.3 “Palacé” que ejerce jurisdicción también sobre esta municipalidad para garantizar seguridad a sus habitantes; la iglesia católica con su parroquia “San Pedro Apóstol” en esta localidad pertenece a la Diócesis de Buga; con su centro de reclusión carcelario apoya a las autoridades judiciales. Por el norte a Tuluá, la ciudad corazón, con su escuela de formación de la Policía Nacional “Simón Bolívar” ofrece seguridad a la región y fuente de trabajo a las juventudes que decidan por el servicio policial. Sus centros recreacionales y turísticos extensivos a San Pedro, sus centros de educación superior y vocacional técnica favorece también con la formación a los sampedreños. Sus modernos centros comerciales dan cubrimiento regional. El vertiginoso progreso de esta ciudad también ha contribuido con el de San Pedro con gran hermandad ha hecho posible ver florecer el entusiasmo para el mejoramiento de la calidad de vida de sus habitantes.

## Servicios
Alumbrado eléctrico, Acueducto, telecomunicaciones, planteles de educación primaria y secundaria parque, iglesia parroquial, gobierno municipal, banda de músicos, cuerpo de bomberos voluntarios, defensa civil, campo santo, cancha de fútbol, sitios de recreación, estaciones de combustibles entre otros, son solo algunos de los servicios con que cuenta el municipio, que aunque pequeño y sereno, es cómodo para el viajero.
La escuela urbana de varones lleva el nombre de Leonardo Tascón para honrar el nombre de este ilustre e insigne hijo de esta tierra que brilló por su inteligencia y en las páginas de la historia nacional se guarda la reseña de sus ejecutorias, en la biblioteca del colegio Académico de Buga reposa una de sus obras literarias sobre San Pedro. Por varios años permaneció un busto en honor del exministro de estado Doctor Leonardo Tascón en el parque de la municipalidad.
El hospital de San Pedro lleva el nombre de otro de sus importantes hijos, don Ulpiano Tascón para honrar su memoria.
El colegio de bachillerato de San Pedro lleva el nombre del coronel José Antonio Aguilera para honrar la memoria de este ilustre hijo de San Pedro, quién en una época de su vida fue su burgomaestre.
La Banda Municipal. A principios del segundo cuarto del siglo XX nació otro ilustre hijo, un gigante en la música, Mario Lopera quién creó y dirigió por varios años la banda de músicos de San Pedro la que estuvo en primer lugar a nivel nacional en este género en los diversos concursos, dando muchos pergaminos a nuestro terruño. La administración municipal erigió un monumento en memoria de la banda municipal y orgullosamente se expone en la plaza de la ciudad.

## Cultura

### Fiestas patronales
Celebra con gran pompa sus fiestas patronales el 28 de junio día de San Pedro y San Pablo Apóstoles de Cristo en la Antigüedad, con eventos religiosos, deportivos y culturales.
El suelo de San Pedro fue manchado con la sangre de sus compatriotas en el siglo XIX con dos conflictos bélicos entre liberales y conservadores que fueron calificadas como político-religiosas y conocidas como las batallas de Los Chancos y Las Chambas.
Desde la época de su fundación este territorio estuvo habitado por los nativos denominados Chancos, descendientes de los Pijaos, especialmente en el llano que tomó el nombre de los chancos. Su comportamiento aparentemente era pacífico.
Con el asedio de los conquistadores españoles, emigraron hacia la parte occidental del territorio que ocupa actualmente el municipio de San Pedro.
Esas batallas no se encuentran registradas en las páginas de los libros de historia de Colombia, es extraño que hechos tan importantes hayan sido desapercibidos por los historiadores, solo en las monografías escritas por dos ilustres educadores Don Luis Alfonso Cedano y Guido Ospina este último nativo de esta preciosa tierra, las registran para el conocimiento de las nuevas generaciones.

## Símbolos

### Himno
| Letra: Guido Ospina Calero Música: Luís Mario Lopeda Z. Coro Es San Pedro, el Patriarca del Cielo Y en el Valle un nombre inmortal, Se consagra con rítmico anhelo, A manera de marcha triunfal. |  | I Municipio de eterna grandeza, De grandeza que es nacional tuvo acaso una onda tristeza Y por ella se hizo inmortal. II De sus nombres conservas memorias, Porque son floraciones en flor Oh, rindiéndole culto a la gloria En San Pedro se yergue el honor (bis). III ¡Oh! Gran tierra de grandes señores, Aguerridos que hicieron tu historia Noble raza de insignes valores, Que orgullosos pregonan tu gloria. |  | IV Te destacas en un suelo caucano, Con tu verdes colinas por marco Que al bañarlas el sol del arcano Asemejan las velas de un barco. VI ¡Salve! ¡Salve! Mi tierra inmortal, Hoy tus hijos con orgullo proclaman Y palabras de amor siempre exclaman, Que eres símbolo de Edén terrenal. |  |  |

## Servicios públicos
- Energía Eléctrica: Celsia, es la empresa prestadora del servicio de energía eléctrica.[5]
- Gas Natural: Gases de Occidente es la empresa distribuidora y comercializadora de gas natural en el municipio.